# Пельше, Рудольф
Рудольф Пельше (латыш. Rūdolfs Pelše; 7 декабря 1880 — 30 октября 1942) — первый профессиональный латвийский художник-керамист.

## Биография
Рудольф Екаб Пельше родился 7 декабря 1880 года в Цераукстской волости (ныне — Бауский край Латвии).
Учился в Бауской городской школе. Окончил Центральное училище технического рисования барона А. Л. Штиглица в Санкт-Петербурге (1905).
Работал учителем, помощником директора и директором Миргородской художествено-промышленной школы (1906—1922). В 1923 году вернулся в Латвию, был руководителем керамической мастерской Латвийской академии художеств, профессор (1931), с 1932 — проректор.
Принимал участие в работе петербургского латышского художественного кружка «Рукис» (с 1898), был членом художественного объединения «Садарбс» (1924).
Награждён латвийским орденом Трёх звёзд III степени (1933) и латвийским Крестом Признания (1939). Обладатель Гран-при Всемирной выставки в Париже (1937).
22 июня 1941 года депортирован. Умер в городе Петропавловске Казахской ССР 30 октября 1942 года.

## Творчество
Принимал участие в выставках с 1924 года. Один из основателей латвийского профессионального прикладного искусства и активный популяризатор его на всём протяжении творческой деятельности.
Наиболее известен своими декоративными и монументально-декоративными керамическими работами — вазами, шкатулками, каминной скульптурой, настенными украшениями. Ему принадлежит авторство декоративного интерьера кинотеатра «Палладиум» и экстерьера здания Латвийского университета.
Изготовил коллекцию керамических изделий для латвийского стенда в музее Севрской фарфоровой мануфактуры в Париже.